# Asteropeia densiflora
Asteropeia densiflora är en tvåhjärtbladig växtart som beskrevs av John Gilbert Baker. Asteropeia densiflora ingår i släktet Asteropeia och familjen Asteropeiaceae. Inga underarter finns listade i Catalogue of Life.